# 奥斯瓦尔德·维布伦几何学奖
奥斯瓦尔德·维布伦几何学奖（英語：Oswald Veblen Prize in Geometry）是美国数学学会的奖项，设立于1961年，旨在奖励几何学或拓扑学领域重要的研究。维布伦奖的设立是为了纪念奥斯瓦尔德·维布伦，现在的奖金为5000美元，每三年颁奖一次。
前七位获奖者均因在拓扑学上的工作得奖。詹姆斯·哈里斯·西蒙斯和威廉·瑟斯顿是第一批因在几何学上的工作获奖的数学家（对于二者的某些区别，参见几何学和拓扑学）。

## 获奖者列表
- 1964 赫里斯托斯·帕帕基里亚科普洛斯[2]
- 1964 拉乌尔·博特
- 1966 斯蒂芬·斯梅尔
- 1966 莫顿·布朗（英语：Morton Brown） 和 巴里·梅热（英语：Barry Mazur）
- 1971 罗比恩·卡比
- 1971 丹尼斯·苏利文
- 1976 威廉·瑟斯顿
- 1976 詹姆斯·西蒙斯
- 1981 米哈伊尔·格罗莫夫
- 1981 丘成桐
- 1986 迈克尔·弗里德曼
- 1991 安德鲁·卡森（英语：Andrew Casson） 和 克利福德·陶布斯
- 1996 理查德·哈密顿 和 田刚[3]
- 2001 杰夫·奇格、Yakov Eliashberg和Michael J. Hopkins[4]
- 2004 David Gabai[5]
- 2007 Peter Kronheimer 和 Tomasz Mrowka; Peter Ozsváth 和 Zoltán Szabó[6]
- 2010 Tobias Colding 和 William Minicozzi II; Paul Seidel[7]
- 2013 伊恩·阿戈尔（英语：Ian Agol） 和 Daniel Wise[8]
- 2016 费尔南多·科达·马克斯 和 André Neves[9][10]
- 2019 陈秀雄, 西蒙·唐纳森和孙崧[11]
- 2022 Douglas Ravenel, Mike Hill, 和 Michael J. Hopkins